# SOS: El síndrome de San Onofre
SOS - The San Onofre Syndrome: Nuclear Power’s Legacy  es un documental que revela las terribles consecuencias ambientales y los posibles riesgos para la salud causados por los millones de kilos de residuos radiactivos depositados en la central nuclear de San Onofre a sólo 30 metros del nivel del mar, cuyo impacto podría afectar a las generaciones presentes y futuras. La mala gestión de los tóxicos residuos radiactivos de larga vida es un síndrome que comparten muchos emplazamientos de reactores nucleares de Estados Unidos y otros países.  Dirigido por James Heddle, Mary Beth Brangan y Morgan Peterson.
La película ha recibido galardones en varios prestigiosos festivales de cine, desde el Gran Premio del Jurado al Mejor Largometraje Documental en el 2023 Awareness Film Festival  en Los Ángeles, California, al Premio al Mejor Documental Educativo en el 2024 International Uranium Film Festival en Río de Janeiro, Brasil. 

## Sinopsis
SOS: El síndrome de San Onofre expone los esfuerzos de los residentes en el sur de California para afrontar las preocupaciones de seguridad sobre el deterioro de la planta nuclear de San Onofre hasta su cierre definitivo en 2013. Además del descubrimiento de una nueva amenaza: la presencia de grandes cantidades de residuos nucleares almacenados en el mar junto a acantilados que se desmoronan, con una radiactividad que persistirá durante millones de años. SOS es un llamado a la acción con el fin de concienciar sobre este problema global, a la vez que expone las mejores prácticas actuales para la gestión de residuos. Grabado durante 12 años, el documental investiga las preocupaciones públicas y la oposición social a la central nuclear a través de entrevistas con residentes, activistas, ingenieros y expertos en energía nuclear.
La película documenta la participación del Primer Ministro Naoto Kan  en un panel titulado “Fukushima: Lecciones continuas para California” el 4 de junio de 2013 en San Diego. En este debate analiza los riesgos de la energía nuclear junto al presidente de la Comisión Reguladora Nuclear de Estados Unidos, Gregory Jaczko, el ex Comisionado de la NRC, Peter A. Bradford, y el ingeniero nuclear Arnie Gundersen. La directora y productora Mary Beth Brangan señala en una entrevista que el accidente de Fukushima la impulsó a ella y a su compañero de vida, James Heddle, a realizar esta película.

## Premios
El documental ha sido reconocido en varios festivales internacionales de cine y ha recibido premios por su impacto y conciencia social. Entre los premios adquiridos se incluyen:
- 2023 - Gran Premio del Jurado al Mejor Largometraje Documental en el Awareness Film Festival en Los Ángeles, California.[2]
- 2024 - Premio al Mejor Documental Educativo en el International Uranium Film Festival de Río de Janeiro, Brasil.[7]
- 2024 - Premio a la Excelencia Destacada al Mejor Documental en el Without Borders Film Festival.[8]
- 2024 - Premio a la Excelencia Destacada en el Nature Without Borders International Film Festival.[9]
- 2024 - Mejor tema de actualidad en un documental en el Global Nonviolent Film Festival.[10]

## Reparto destacado
Las siguientes personas aparecen en la película: 
- Gary and Laurie Headrick. Fundadores de San Clemente Green.[12]
- Donna Gilmore. Fundadora de San Onofre Safety.[13]
- Karen Hadden. Directora Ejecutiva de Sustainable Energy and Economic Development Coalition (SEED).[14]
- Rose Gardner. Cofundadora de Alliance for Environmental Strategies.[15]
- Gregory Jaczko. Expresidente de la Comisión Reguladora Nuclear de Estados Unidos.[16]
- Deanna Polk. Profesional de respuesta ante emergencias.
- Torgen Johnson. Urbanista y arquitecto principal de Johnson Design.
- S. David Freeman. Asesor presidencial en política energética. Freeman lideró varias entidades de servicios públicos, entre las que destacan New York Power Authority, Sacramento Municipal Utility Distric y Los Angeles Department of Water and Power. [17]
- Dan Hirsch. Fundador de Committee to Bridge the Gap.[18]
- Gordon Edwards. Consultor nuclear y presidente de Canadian Coalition for Nuclear Responsibility.[19]
- Naoto Kan. Primer ministro de Japón durante el tsunami de Fukushima.
- Arnie Gundersen. Ingeniero nuclear.
- Dr. Tom English. Presidente de Earth Restoration Team.[20]

## Recepción
El profesor Robert Jacobs, autor de “Nuclear Bodies: The Global Hibakusha”, señala que "el síndrome de San Onofre es una película poderosa que guía al espectador a través de problemas críticos y de cómo la gente se enfrenta a ellos. Es especialmente hábil a la hora de pasar de la inmediatez de los desafíos a los que se enfrentan la salud y el bienestar de quienes viven cerca de la central nuclear de San Onofre, a la integración de esta lucha en los problemas estructurales más amplios a los que se enfrentan todos los seres humanos y nuestra necesidad de cuidar de las generaciones futuras".
El exdirector del Nuclear Safety Project for the Union of Concerned Scientists (UCS), David Lochbaum, declaró: "El documental es impresionante. Espero que me conozcáis lo suficiente como para daros cuenta de que no soy de los que hacen cumplidos gratuitos o dan puntos por el mero hecho de aparecer. Sinceramente, el documental me ha parecido uno de los mejores que he tenido el placer de ver sobre el tema de la seguridad de la energía nuclear".
"Hipnotizante y exasperante. Este es un gran documental de referencia para que lo vean los ayuntamientos, y aún mejor para que lo vean en una reunión municipal. Aunque se centra en San Onofre, sería igual de convincente para las comunidades cercanas a cualquier central nuclear, ¡o incluso no cercanas!", declaró Harvey Liss, miembro de CalSafe Nuclear Waste Storage Plan Act Advocates.
La escritora Katie Singer analiza este documental en un artículo en inglés, extrayendo la esencia de sus 97 minutos: “Escuchar a Naoto Kan, primer ministro de Japón durante el accidente nuclear de Fukushima, declarar que ha cambiado de opinión sobre la energía nuclear 180 grados me deslumbró. [...] La película muestra cómo una persona corriente tras otra responden con integridad a esta situación demencial que no hemos creado. Generosamente, estas personas comparten lo que han aprendido, se plantean preguntas y opciones, y propagan coraje”. Singer lo describe como un «documental extraordinario». 